# Mū Kanazaki
Mū Kanazaki (jap. 金崎夢生 Kanazaki Mū; ur. 16 lutego 1989 w Tsue) – japoński piłkarz grający na pozycji pomocnika.

## Kariera klubowa

### Kariera juniorska
Karierę juniorską rozpoczął w 1997 w Centro Tsunan. W 2001 przeniósł się do Tokan Junior High School, a w 2004 do Takigawa Daini High School. W szkole średniej wygrał mistrzostwa prefektury.

### Kariera seniorska
W grudniu 2006 podpisał pierwszy profesjonalny kontrakt – z Oitą Trinita. Trzy lata później trafił do Nagoya Grampus, z którym zdobył mistrzostwo kraju w 2010. 30 stycznia 2013 podpisał półtoraroczny kontrakt z 1. FC Nürnberg z możliwością przedłużenia o 2 lata. We wrześniu 2013 przeszedł do Portimonense SC. W lutym 2015 został wypożyczony do Kashima Antlers. W styczniu 2016 wrócił do Portimonense, jednakże miesiąc później został wykupiony przez Kashima Antlers.

## Kariera reprezentacyjna
W reprezentacji Japonii zadebiutował 20 stycznia 2009 w meczu eliminacji do Pucharu Azji 2011 z Jemenem.